# Diósd
Diósd is een stad (város) en gemeente in het Hongaarse comitaat Pest. Diósd telde 7889 inwoners in 2007. In 2016 was het inwoneraantal gestegen naar 9 916 inwoners. In 2019 telde Diósd in totaal 10 776 inwoners, d stad behoort hiermee tot de snel groeiende voorsteden aan de zuidwestzijde van Boedapest.
Vooral in de jaren 2010-2015 werd er veel nieuwbouw gepleegd in de stad.

## Geboren
- Hanna Németh (1998), voetbalster